# Taşkaracaören, Havza
Taşkaracaören là một xã thuộc huyện Havza, tỉnh Samsun, Thổ Nhĩ Kỳ. Dân số thời điểm năm 2010 là 158 người.